# Har Gobind Khorana
Har Gobind Khorana, född 9 januari 1922 i Raipur, Punjab (i dåvarande Brittiska Indien), död 9 november 2011 i Concord, Massachusetts, var en indiskfödd (pakistanskfödd) amerikansk biokemist. 

## Biografi
Khorana föddes 1922 i byn Raipur i Punjab i Pakistan (då en del av Indien). Han avlade kandidat- och magisterexamina vid Punjabuniversitetet i Lahore och mottog sin doktorsgrad vid University of Liverpool i Storbritannien.
Under 1950–1952 arbetade han vid University of Cambridge och kom att intressera sig för proteiner och aminosyror under denna tid. Detta ledde till att dr Khorana 1968 fick dela Nobelpriset i fysiologi eller medicin med Marshall Nirenberg och Robert Holley för att ha knäckt den genetiska koden. Khorana blev professor vid MIT i Cambridge, Massachusetts 1970 och levde därefter i USA.
Han tilldelades 1968 Albert Lasker Basic Medical Research Award.